# Fallaste corazón
Fallaste corazón é uma telenovela mexicana, produzida pela Televisa e exibida em 1968 pelo Telesistema Mexicano.

## Elenco
- Sonia Furió
- Cuco Sánchez
- Andrea Palma
- Lupita Lara